# Választások 2004-ben
További választási listákat lásd: 2002 • 2003 • 2005 • 2006
Azon országok, régiók 2004-es választásainak időpontjai, amelyek fel vannak sorolva a Választások országokra lebontva listán.

## Január
- január 4.: Grúzia, elnöki
- január 20.: Feröer, parlamenti

## Március
- március 7.: Görögország, parlamenti
- március 14.: Oroszország, elnöki
- március 14.: Spanyolország, parlamenti és szenátusi
- március 20.: Tajvan, elnöki
- március 21.: Salvador, elnöki
- március 21.: Malajzia, parlamenti
- március 23.: Antigua és Barbuda, parlamenti
- március 28.: Grúzia, parlamenti
- március 28.: Bissau-Guinea, parlamenti
- március 21. és március 28.: Guadeloupe, parlamenti
- március 21. és március 28.: Martinique, parlamenti
- március 21. és március 28.: Francia Guyana, parlamenti
- március 21. és március 28.: Réunion, parlamenti
- március 21. és március 28.: Mayotte, parlamenti

## Április
- április 2.: Srí Lanka, parlamenti
- április 5.: Indonézia, parlamenti
- április 8.: Algéria, elnöki
- április 14.: Dél-Afrika, parlamenti
- április 15.: Dél-Korea, parlamenti
- április 3. és április 17.: Szlovákia, elnöki
- április 21.: Guernsey, parlamenti
- április 18. és április 25.: Comore-szigetek, parlamenti
- április 25.: Ausztria, elnöki
- április 25.: Egyenlítői-Guinea, parlamenti
- április 14. és április 28.: Macedónia, elnöki

## Május
- május 2.: Panamai Köztársaság, elnöki és parlamenti
- február 20. és május 7.: Irán, parlamenti
- május 9.: Új-Kaledónia, parlamenti
- április 20., április 26., május 5. és május 10.: India, parlamenti
- május 10.: Fülöp-szigetek, elnöki, parlamenti és szenátusi
- május 16.: Dominikai Köztársaság, elnöki
- május 18.: Malawi, elnöki és parlamenti
- május 23.: Francia Polinézia, parlamenti
- május 23.: Dél-Oszétia, parlamenti

## Június
- június 10., június 11. és június 25.: Európai Unió, parlamenti
- június 13.: Luxembourg, parlamenti
- június 13. és június 27.: Litvánia, elnöki
- június 13. és június 27.: Szerbia, elnöki
- június 26.: Izland, elnöki
- június 27.: Mongólia, parlamenti
- június 28.: Kanada, parlamenti

## Július
- július 6.: Vanuatu, parlamenti
- július 11.: Japán, szenátusi

## Szeptember
- szeptember 27.: Cook-szigetek, parlamenti
- július 5. és szeptember 20.: Indonézia, elnöki

## Október
- szeptember 19. és október 3.: Kazahsztán, parlamenti
- október 3.: Abházia, elnöki
- október 3.: Szlovénia, parlamenti
- október 9.: Afganisztán, elnöki
- október 9.: Ausztrália, parlamenti
- október 11.: Kamerun, elnöki
- október 17.: Fehéroroszország, elnöki és népszavazás
- október 23.: Koszovó, parlamenti
- október 23.: Nauru, parlamenti
- október 10. és október 24.: Litvánia, parlamenti
- október 24.: Tunézia, elnöki és parlamenti
- október 25.: Saint Kitts és Nevis, parlamenti
- október 30.: Botswana, parlamenti
- október 31.: Ukrajna, elnöki
- október 31.: Uruguay, elnöki és parlamenti

## November
- november 2.: Amerikai Egyesült Államok, elnöki, képviselőházi és szenátusi (egyharmad)
- november 2.: Puerto Rico, kormányzói, parlamenti és szenátusi
- november 2.: Amerikai Virgin-szigetek, törvényhozási
- november 2.: Amerikai Szamoa, kormányzói és törvényhozási
- november 2.: Palau, elnöki, képviselőházi és szenátusi
- november 5.–november 6.: Csehország, szenátusi
- november 13. és december 4.: Niger, elnöki és parlamenti
- november 15.–november 16.: Namíbia, elnöki és parlamenti
- november 28.: Románia – parlamenti és elnöki (1. forduló)

## December
- december 1.–december 2.: Mozambik, elnöki és parlamenti
- december 7. és december 28.: Ghána, elnöki és parlamenti
- december 11.: Tajvan, parlamenti
- december 12.: Románia – elnöki, második forduló
- december 19.: Türkmenisztán, parlamenti
- december 21. (2004) és január 4. (2005): Horvátország, elnöki
- december 24.: Pitcairn-szigetek, parlamenti
- december 26.: Üzbegisztán, parlamenti